# The Chi
The Chi – amerykański serial telewizyjny (dramat) wyprodukowany przez Elwood Reid Inc., Hillman Grad Productions, Freedom Road Productions, Verse Productions, Kapital Entertainment, Fox 21 Television Studios oraz Showtime Networks, którego twórcą jest Lena Waithe. Serial jest emitowany od 7 stycznia 2018 roku przez Showtime.
Serial opowiada historię sześciorga ludzi, którzy są świadkami morderstwa czarnoskórego nastolatka w Chicago.

## Obsada
- Jason Mitchell jako Brandon
- Ntare Guma Mbaho Mwine jako Ronnie[2]
- Jacob Latimore jako Emmett[3]
- Alex Hibbert jako Kevin[4]
- Yolonda Ross jako Jada[3]
- Tiffany Boone jako Jerrika[4]
- Armando Riesco jako detektyw Cruz[5]
- Byron Bowers jako Meldrick
- Sonja Sohn jako Laverne[6]
- Jahking Guillory jako Coogie[7]

## Odcinki
| Sezon | Odcinki | Oryginalna emisja w Showtime | Oryginalna emisja w Showtime |
| Sezon | Odcinki | Premiera sezonu              | Finał sezonu                 |
| ----- | ------- | ---------------------------- | ---------------------------- |
| 1     | 10      | 7 stycznia 2018              | 18 marca 2018                |
| 2     | 10      | 7 kwietnia 2019              | 2019                         |
| 3     | 10      | 5 lipca 2020                 | 2020                         |

### Sezon 1 (2018)
| Nr | #  | Tytuł                 | Reżyseria       | Scenariusz                              | Premiera w Showtime |
| -- | -- | --------------------- | --------------- | --------------------------------------- | ------------------- |
| 1  | 1  | Pilot                 | Rick Famuyiwa   | Lena Waithe                             | 7 stycznia 2018     |
| 2  | 2  | Alee                  | David Rodriguez | Elwood Reid, Lena Waithe                | 14 stycznia 2018    |
| 3  | 3  | Ghosts                | David Rodriguez | Adam Glass, Ayanna Floyd Davis          | 21 stycznia 2018    |
| 4  | 4  | Quaking Grass         | Tanya Hamilton  | Elwood Reid, Mike Flynn, Justin Hillian | 28 stycznia 2018    |
| 5  | 5  | Today Was a Good Day  | Darren Grant    | Marcus Gardley                          | 11 lutego 2018      |
| 6  | 6  | Penetrate a Fraud     | Roxann Dawson   | Casallina Kisakye                       | 18 lutego 2018      |
| 7  | 7  | The Whistle           | David Rodriguez | Lena Waithe, Dime Davis                 | 25 lutego 2018      |
| 8  | 8  | Wallets               | Tanya Hamilton  | Adam Glass, Marcus Gardley              | 4 marca 2018        |
| 9  | 9  | Namaste Muthafucka    | Zetna Fuentes   | Adam Glass, Sylvia L. Jones             | 11 marca 2018       |
| 10 | 10 | Ease on Down the Road | Justin Tipping  | Elwood Reid                             | 18 marca 2018       |

### Sezon 2 (2019)
| Nr | #  | Tytuł                                  | Reżyseria                  | Scenariusz                        | Premiera w Showtime |
| -- | -- | -------------------------------------- | -------------------------- | --------------------------------- | ------------------- |
| 11 | 1  | Eruptions                              | Jet Wilkinson              | Ayanna Floyd Davis, Lena Waithe   | 7 kwietnia 2019     |
| 12 | 2  | Every Day I'm Hustlin'                 | Darren Grant               | Joe Wilson                        | 14 kwietnia 2019    |
| 13 | 3  | Past Due                               | Justin Tipping             | J. David Shanks                   | 21 kwietnia 2019    |
| 14 | 4  | Showdown                               | Carl Seaton                | Casallina Kisakye                 | 28 kwietnia 2019    |
| 15 | 5  | Feeling the Heat                       | Jet Wilkinson              | Ayanna Floyd Davis, Joe Wilson    | 5 maja 2019         |
| 16 | 6  | A Leg Up                               | Cheryl Dunye               | Justin Hillian, Dime Davis        | 12 maja 2019        |
| 17 | 7  | A Blind Eye                            | Rebecca Rodriguez          | Cinque Henderson, J. David Shanks | 26 maja 2019        |
| 18 | 8  | Lean Into It                           | Salli Richardson-Whitfield | Terri Kopp                        | 2 czerwca 2019      |
| 19 | 9  | Guilt, Viral Videos, and Ass Whuppings | Tanya Hamilton             | Joe Wilson                        | 9 czerwca 2019      |
| 20 | 10 | The Scorpion and the Frog              | Jet Wilkinson              | Ayanna Floyd                      | 16 czerwca 2019     |

## Produkcja
10 stycznia 2017 roku, stacja Showtime zamówiła pierwszy sezon serialu.

W tym samym miesiącu do obsady dołączyli: Jacob Latimore i Yolonda Ross.

W lutym 2017 roku, poinformowano, że w serialu zagrają: Tiffany Boone jako Jerrika, Alex Hibbert jako Kevin oraz Ntare Guma Mbaho Mwine jako Ronnie.

W kolejnym miesiącu ogłoszono, że do obsady dołączyli: Armando Riesco, Jahking Guillory oraz Sonja Sohn.

31 stycznia 2018 roku, stacja Showtime zamówiła drugi sezon serialu.
1 maja 2019 roku, stacja Showtime przedłużyła serial o trzeci sezon.